# Grupa Wprost
Grupa Wprost – krakowska grupa artystyczna założona w 1966 roku. W tym samym roku odbyła się pierwsza wspólna wystawa. Charakterystyczne dla wczesnej twórczości jej członków było nawiązywanie do brutalnego ekspresjonizmu Andrzeja Wróblewskiego.
Grupę założyli absolwenci Wydziału Malarstwa Akademii Sztuk Pięknych w Krakowie: Maciej Bieniasz, Zbylut Grzywacz, Leszek Sobocki, Jacek Waltoś i Barbara Skąpska (która po roku przestała brać udział w wystawach grupy).
Podczas swojego debiutu w tzw. Świetlicy Wyspiańskiego w Pałacu Sztuki, grupa Wprost deklarowała:
Chcemy wyrażać wprost, nie pomijać wielorakich możliwości w plastyce: tematów, symboliki, form znaczących, tworzywa stosowanego dla treści. Każda użyteczna metoda i tworzywo służące ekspresji jest ważne dla wyobraźni, to znaczy – ujawniania kształtu przeżyć. Pokazujemy to, co robimy, swój warsztat, by ujawnić myśli i wyobrażenia w jej bezpośredniej, często pierwszej postaci.
Działalność grupy była wystąpieniem przeciwko dominującej wówczas w Polsce sztuce abstrakcyjnej, która rozwijała przede wszystkim zagadnienia formalne, a sam przekaz treściowy pozostawiała na drugim planie. Młodzi malarze, chcąc wyrażać "wprost", opowiedzieli się za figuratywnością, antyestetyzmem i antyformalizmem. W swoich dziełach podejmowali tematy społeczne, polityczne oraz zagadnienia egzystencjalne.